# Mammillaria mammillaris
Mammillaria mammillaris ist eine Pflanzenart aus der Gattung Mammillaria in der Familie der Kakteengewächse (Cactaceae). Das Artepitheton  mammillaris  bedeutet ‚warzig, warzenartig‘.

## Beschreibung
Mammillaria mammillaris wächst einzeln oder bildet kleine Gruppen. Die kugelförmigen bis kurz zylindrischen glänzenden hellgrünen bis dunkelgrünen Triebe erreichen einen Durchmesser von bis 20 Zentimetern. Die konischen Warzen enthalten Milchsaft. In den Axillen ist nur spärlich Wolle vorhanden. Die 3 bis 5 rötlich braunen Mitteldornen besitzen eine dunklere Spitze, vergrauen später und sind 7 bis 8 Millimeter lang. Der oberste Dorn ist am längsten. Die 10 bis 16 Randdornen sind rötlich braun und vergrauen im Alter.
Die cremeweißen, trichterförmigen Blüten haben eine Länge von 1 bis 1,2 Zentimetern. Die keulenförmigen roten Früchte sind 10 bis 20 Millimeter lang und enthalten kleine braune, raue Samen.

## Verbreitung, Systematik und Gefährdung
Mammillaria mammillaris ist auf den Kleinen Antillen auf Trinidad und Tobago, auf Curaçao und den benachbarten Inseln der Niederländischen Antillen sowie in Venezuela verbreitet.
Die Erstbeschreibung als Cactus mammillaris erfolgte 1753 durch Carl von Linné in Species Plantarum. Hermann Karsten stellte sie 1882 in die Gattung Mammillaria. Ein nomenklatorisches Synonym ist Neomammillaria mammillaris (L.) Britton & Rose (1923).
In der Roten Liste gefährdeter Arten der IUCN wird die Art als „Least Concern (LC)“, d. h. als nicht gefährdet geführt.

## Nachweise

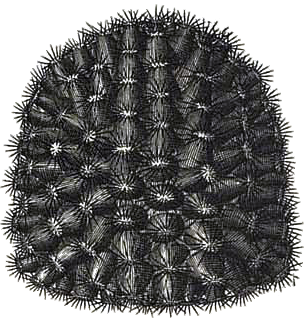
Mammillaria mammillaris
Diese Abbildung aus Leonard Plukenets Phytographia von 1691 dient zur Typisierung der Gattung Mammillaria.